# Gaveznica – Kameni vrh
Gaveznica – Kameni vrh je brdo u Hrvatskoj i geološki spomenik prirode. Zaštićen 1998. godine Odlukom o proglašenju u Službenom vjesniku Varaždinske županije br. 04/1998, upisano u Upisniku zaštićenih područja pod br. 407. Zaštićeno je 5,79 hekatara. Nalazi se na području Grada Lepoglave, 500 m jugozapadno od crkve sv. Marije u Lepoglavi. Ovdje je jedino nalazište poludragog kamenja u Republici Hrvatskoj za koje se zna. To je lepoglavski ahat (malo opala i kalcedona), kojeg je malo, pa ga se ne eksploatira komercijalno, nego ima važnost tek kao znanstvena, obrazovna i turistička znamenitost. Jedini je sačuvani fosilni vulkan u Hrvatskoj. Gospodarski se koristilo za vađenje kvalitetne stijene za cestovne podloge hiperstenskog andezita, čim je otkopan vulkanski dimnjak pa je nastalo duboko klizište prema grotlu vulkana.
Brežuljak je Kameni vrh (373 m) na čijem je vrhu napušteni kamenolom Gaveznica. Građen je od andezita, vulkanske breče i tufa. Fosilni vulkan nastao je u vulkanskom razdoblju Hrvatskog zagorja. Vulkanske stijene nastale u više faza većinom je izjela erozija, pomakao tektonski transport ili su ih prekrile mlađe naslage. Poludrago kamenje nastalo je u završnim fazama vulkanske aktivnosti djelovanjem hidrotermalnih učinaka na stijenu vulkana. Uzvisina je bila naseljena u prapovijesti. Na vrhu su pronađeni ostatci naselja iz kasnobrončanog doba.